# Yanis Rahmani
Yanis Moloud Rahmani Cordeiro (Champigny-sur-Marne, 13 maggio 1995) è un calciatore francese, centrocampista svincolato.

## Biografia
Nato a Champigny-sur-Marne da padre algerino e madre portoghese.

## Carriera
Ha iniziato a giocare a calcio nel Sestao River all'età di 8 anni, e si è unito al settore giovanile dell'Athletic Bilbao nel 2005, quando aveva 10 anni. Ha fatto il suo esordio come calciatore con la filiale nella stagione 2012-2013 in Tercera División.
Nell'agosto 2014, al termine della sua formazione, Rahmani è stato mandato in prestito al Sestao River per un anno. Quindi ha giocato in prestito al Tudelano, Leioa e di nuovo al Sestao River prima di svincolarsi dal club nel 2017 ai margini della scadenza del contratto.
Il 26 giugno 2017 Rahmani ha firmato un contratto biennale con il Mirandés, sempre in terza divisione. Il 3 luglio 2019 ha firmato un contratto biennale con l'Almería in Segunda División.
Esordisce tra i professionisti il 17 agosto 2019, sostituendo Gaspar nella sconfitta casalinga per 3-0 con l'Albacete. Tuttavia il 2 settembre, insieme al suo compagno di squadra Mathieu Peybernes, sono stati girati in prestito al Lugo.
Mette a segno la sua prima rete tra i professionisti il 9 febbraio 2020, aprendo le marcature nel pareggio casalingo per 2-2 con l'Elche. Il 1º settembre viene ceduto a titolo temporaneo al Malaga.
Il 30 luglio 2021 firma per l'Eibar.